# Make my day (新垣結衣の曲)
『Make my day』（メイク・マイ・デイ）は、新垣結衣のデビューシングル。2008年7月16日にWARNER MUSIC JAPANから発売された。

## 概要
初回生産限定盤A・B・Cの計3形態での同時発売となり、限定盤Aは新垣本人描き下ろしのオリジナルイラストによるジャケット仕様、限定盤Bは2007年12月21日のイベント『SCHOOL OF LOCK!と新垣結衣の heavenly Xmas in 日本武道館』にて行われたライブの模様を収録したDVD付属、限定盤Cはタイトル曲「Make my day」のPV2種とアルバム『そら』収録曲「heavenly days」の新PVなどを収録したDVD付属となっている。
本作は新垣の初のシングルで、歌手デビュー作であるアルバム『そら』に続く2作目のCD作品である。タイトル曲「Make my day」は、新垣が20代を迎えるに当たり思いを綴り、それを基にKeito Blowがカップリングの「I believe」と共に仕上げた曲で、フジテレビ系ドラマ『ハチワンダイバー』の主題歌として使用された。本作には、この曲のみオリジナルバージョンとアカペラバージョン「naked voice ver.」の2種類が収録されている。もう1つのカップリング曲「ソバニ」は、會田茂一が手掛けた曲に、新垣本人が街中で感じた孤独感をテーマに書き上げた歌詞を付け、完成された。
本作は、発売された3形態すべてが初回限定生産となっており、このうち限定盤Aには、新垣が「Make my day」のデモ音源を聴いた時に思い浮かんだ、歌を歌う少女を描いた自作イラストがジャケットに採用されている。また、初回出荷された15万枚のうち150枚には、静岡県御殿場市にあるメディアロジテックのプレス工場に直接出向いて入れたという新垣直筆のサインが、ブックレットやディスクの印刷面に施されている。
オリコンシングルチャートでは、本作と同日に発売された東方神起の『どうして君を好きになってしまったんだろう?』に阻まれ週間2位だったが、ビルボードジャパンホット100では、エアプレイポイントのみで突如2位にランクインしたサザンオールスターズの『I AM YOUR SINGER』を抑え、初の首位を獲得した。

## 収録曲

### CD
1. Make my day
作詞・作曲・編曲：Keito Blow、編曲：岸村正実
2. ソバニ
作詞：新垣結衣、作曲・編曲：會田茂一
3. I believe
作詞・作曲：Keito Blow、編曲：Keito Blow・岸村正実・鈴木雄大
4. Make my day (naked voice ver.)
5. Make my day (instrumental)

### DVD

#### 初回生産限定盤B
1. オレンジ（2007.12.21 Live ver.）
2. heavenly days（2007.12.21 Live ver.）
3. そら（2007.12.21 Live ver.）

#### 初回生産限定盤C
1. PV「Make my day」
2. PV「heavenly days（naked voice ver.）」
3. PV「Make my day（naked voice ver.）」
4. PV「Make my day」のオフショット（メイキング映像）、インタビュー「新垣結衣・20歳になって」